# Ibargoiti
Ibargoiti är en kommun i Spanien.   Den ligger i provinsen Provincia de Navarra och regionen Navarra, i den nordöstra delen av landet, 300 km nordost om huvudstaden Madrid. Antalet invånare är 237. Arean är 54 kvadratkilometer.
Terrängen i Ibargoiti är huvudsakligen lite kuperad.